# In a Mellow Tone
In a Mellow Tone, également connu sous le nom de In a Mellotone, est un standard de jazz de 1939 composé par Duke Ellington, avec des paroles écrites par Milt Gabler. La chanson est basée sur le standard de 1917 Rose Room d'Art Hickman et Harry Williams, qu'Ellington lui-même avait enregistré en 1932. Howard Stern a utilisé un enregistrement de cette chanson comme thème d'ouverture de The Howard Stern Show de 1987 à 1994.

## Analyse musicale
Une intro de huit mesures au piano ponctué de breaks de Jimmy Blanton précède l'exposition du thème en forme de riff sur 32 mesures dans laquelle Harry Carney menant la section de saxophones dialogue avec la section de trombones, suit un bref pont de deux mesures de Duke Ellington au piano qui précède un long solo en sourdine wa wa de Cootie Williams sur 32 mesures dialoguant dans la deuxième partie avec la section de saxophones puis succède un tutti orchestral crescendo de 4 mesures avant un long solo brillant et virtuose de Johnny Hodges sur 32 mesures qui conclut sur une coda où Hodges dialogue avec l'orchestre en tutti pour s'achever sur une douce tierce majeure par les saxophones.

## Personnel de l'orchestre
- Wallace Jones, Rex Stewart, Cootie Williams - trompette
- Juan Tizol, Lawrence Brown, Joe Nanton - trombone
- Barney Bigard - clarinette
- Otto Hardwick, Johnny Hodges, Ben Webster, Harry Carney - saxophones
- Fred Guy - guitare
- Jimmy Blanton - contrebasse
- Sonny Greer - batterie
- Duke Ellington - piano, chef d'orchestre